# 10060 Amymilne
A 10060 Amymilne (ideiglenes jelöléssel 1988 GL) a Naprendszer kisbolygóövében található aszteroida. Carolyn S. Shoemaker és Eugene Merle Shoemaker fedezte fel 1988. április 12-én.